# 埼玉県道209号小鹿野影森停車場線

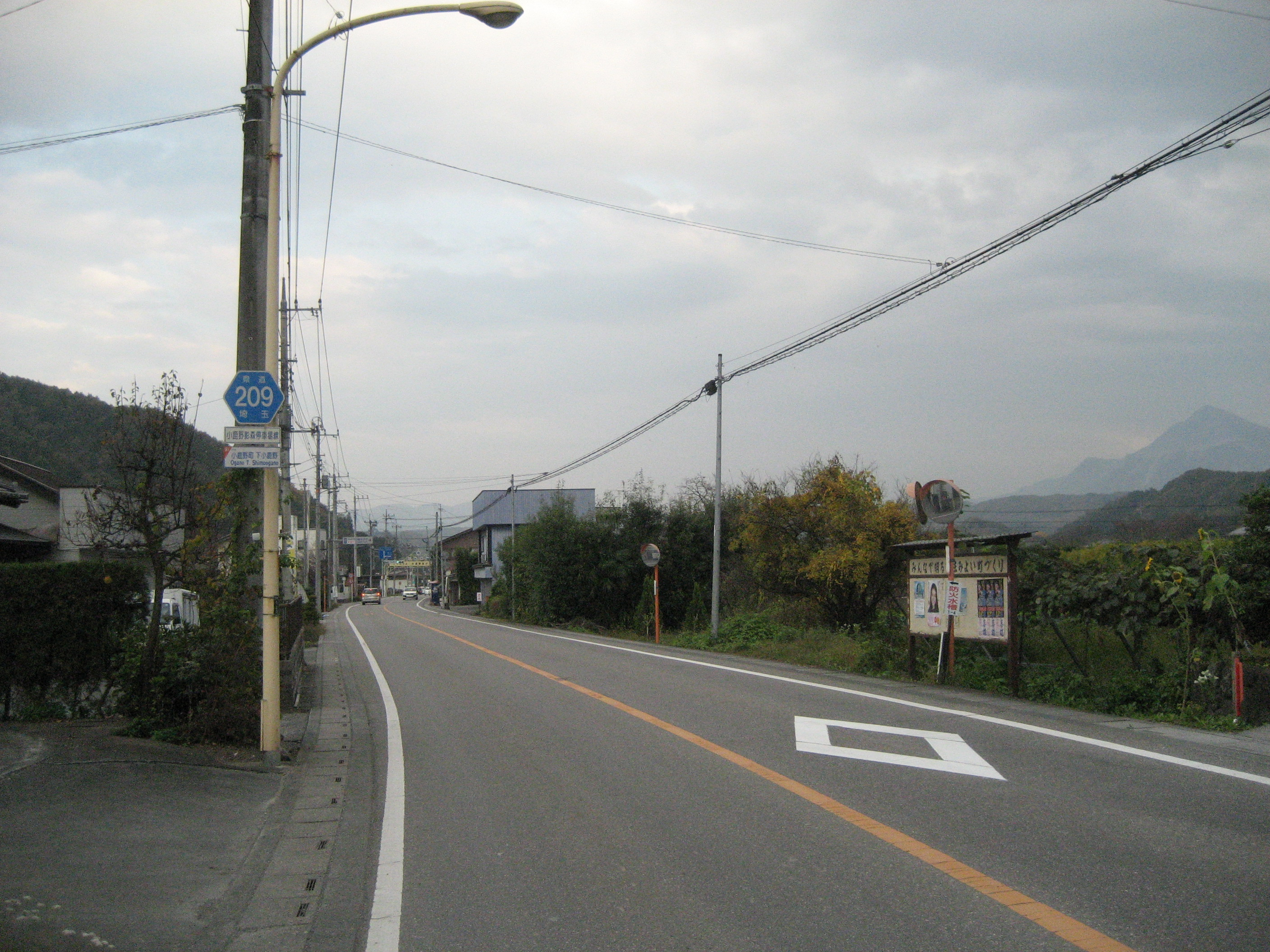
秩父郡小鹿野町下小鹿野付近

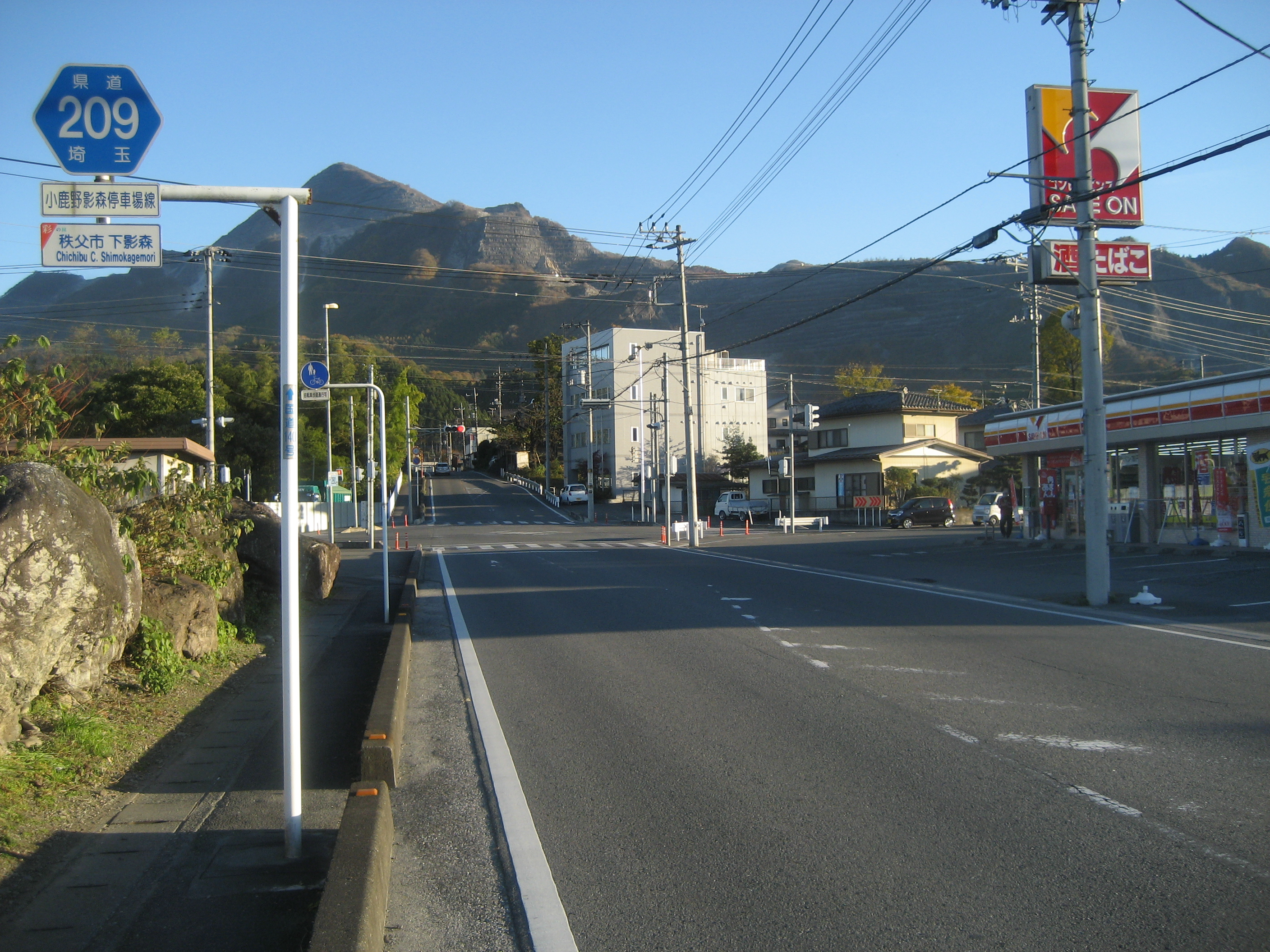
秩父市下影森付近

埼玉県道209号小鹿野影森停車場秩父公園線（さいたまけんどう209ごう おがのかげもりていしゃじょうせん）は、埼玉県秩父郡小鹿野町から同県秩父市に至る県道である。

## 路線概要
- 起点：秩父郡小鹿野町（国道299号交点）
- 終点：秩父市 影森停車場
- 総距離：9,790m[要出典]

## 地理

### 通過する自治体
- 埼玉県
  - 秩父郡小鹿野町 - 秩父市

## 接続・交差する主な道路
| 交差する道路               | 交差する道路           | 交差点名             | 所在地 | 所在地   | 所在地 |
| -------------------------- | ---------------------- | -------------------- | ------ | -------- | ------ |
| 国道299号                  | 国道299号              | 小鹿野高校前         | 秩父郡 | 小鹿野町 | 小鹿野 |
| 埼玉県道37号皆野両神荒川線 | （南裏通り）           | 小鹿野高校南         | 秩父郡 | 小鹿野町 | 小鹿野 |
|                            | 埼玉県道43号皆野荒川線 | 長若                 | 秩父郡 | 小鹿野町 | 般若   |
| 埼玉県道43号皆野荒川線     |                        | 蕨平                 | 秩父郡 | 小鹿野町 | 長留   |
| 埼玉県道72号秩父荒川線     | 埼玉県道72号秩父荒川線 | ミューズパーク入口   | 秩父市 | 秩父市   | 久那   |
|                            | 埼玉県道72号秩父荒川線 | 巴川橋               | 秩父市 | 秩父市   | 久那   |
| 国道140号                  | 国道140号              | 秩父県土整備事務所前 | 秩父市 | 秩父市   | 下影森 |
| 国道140号                  | 国道140号              | 影森駅入口           | 秩父市 | 秩父市   | 下影森 |

### 重複区間
- 埼玉県道43号皆野荒川線 「長若」交差点（小鹿野町般若） - 「蕨平」交差点（小鹿野町長留）
- 埼玉県道72号秩父荒川線 「ミューズパーク入口」交差点（秩父市久那） - 「巴川橋」交差点（秩父市久那）
- 国道140号「秩父県土整備事務所前」交差点（秩父市下影森） - 「影森駅入口」交差点（秩父市下影森）

### 沿線の施設
小鹿野町
- 埼玉県立小鹿野高等学校
- 町立小鹿野中央病院
- 小鹿野町役場
- 小鹿野町立小鹿野小学校
- 小鹿野郵便局
- 小鹿野警察署
- 般若の丘公園
- 小鹿野町立長若小学校
- 小鹿野町立長若中学校
- 小鹿野警察署長若駐在所
- 埼玉県秩父防災基地

　小鹿野町及び秩父市
- 秩父ミューズパーク

　秩父市
- 酒づくりの森酒造資料館
- 荒川
  - 巴川橋
- 秩父病院
- 影森福祉交流センター
- 秩父市立影森中学校
- 埼玉県秩父県土整備事務所
- 秩父警察署影森駐在所
- 秩父市立影森小学校
- 秩父鉄道秩父本線 影森駅